# Paulding County (Ohio)
Paulding County ist ein County im Bundesstaat Ohio der Vereinigten Staaten. Bei der Volkszählung im Jahr 2010 hatte das County 19.614 Einwohner und eine Bevölkerungsdichte von ungefähr 18 Einwohnern pro Quadratkilometer. Der Verwaltungssitz (County Seat) ist Paulding (Ohio).

## Geographie
Das County liegt im Nordwesten von Ohio, grenzt im Westen an Indiana und hat eine Fläche von 1077 Quadratkilometern, wovon sieben Quadratkilometer Wasserfläche sind. Es grenzt in Ohio im Uhrzeigersinn an folgende Countys: Defiance County, Putnam County, Van Wert County und Allen County.

## Geschichte
Paulding County wurde am 20. Februar 1820 aus Teilen des Darke County gebildet und im Jahr 1839 abschließend organisiert. Benannt wurde es nach John Paulding, einer wichtigen Figur im Amerikanischen Unabhängigkeitskrieg. Nach ihm wurden mehrere Countys und Orte benannt.
Vier Bauwerke des Countys sind im National Register of Historic Places eingetragen (Stand 11. Mai 2018).

## Demografische Daten

Alterspyramide des Paulding County

Nach der Volkszählung im Jahr 2000 lebten im Paulding County 20.293 Menschen. Davon wohnten 125 Personen in Sammelunterkünften, die anderen Einwohner lebten in 7773 Haushalten und 5689 Familien. Die Bevölkerungsdichte betrug 19 Einwohner pro Quadratkilometer. Ethnisch betrachtet setzte sich die Bevölkerung zusammen aus 95,85 Prozent Weißen, 0,96 Prozent Afroamerikanern, 0,29 Prozent amerikanischen Ureinwohnern, 0,15 Prozent Asiaten, 0,01 Prozent Bewohnern aus dem pazifischen Inselraum und 1,41 Prozent aus anderen ethnischen Gruppen; 1,33 Prozent stammten von zwei oder mehr Ethnien ab. 3,02 Prozent der Bevölkerung waren spanischer oder lateinamerikanischer Abstammung.
Von den 7773 Haushalten hatten 34,1 Prozent Kinder und Jugendliche unter 18 Jahre, die bei ihnen lebten. 60,9 Prozent waren verheiratete, zusammenlebende Paare, 8,1 Prozent waren allein erziehende Mütter, 26,8 Prozent waren keine Familien, 23,0 Prozent waren Singlehaushalte und in 10,3 Prozent lebten Menschen im Alter von 65 Jahren oder darüber. Die Durchschnittshaushaltsgröße betrug 2,59 und die durchschnittliche Familiengröße lag bei 3,06 Personen.
Auf das gesamte County bezogen setzte sich die Bevölkerung zusammen aus 26,8 Prozent Einwohnern unter 18 Jahren, 8,6 Prozent zwischen 18 und 24 Jahren, 28,0 Prozent zwischen 25 und 44 Jahren, 24,0 Prozent zwischen 45 und 64 Jahren und 12,6 Prozent waren 65 Jahre alt oder darüber. Das Durchschnittsalter betrug 36 Jahre. Auf 100 weibliche Personen kamen 96,7 männliche Personen. Auf 100 Frauen im Alter von 18 Jahren oder darüber kamen statistisch 95,4 Männer.
Das jährliche Durchschnittseinkommen eines Haushalts betrug 40.327 USD, das Durchschnittseinkommen der Familien betrug 45.481 USD. Männer hatten ein Durchschnittseinkommen von 35.809 USD, Frauen 21.965 USD. Das Prokopfeinkommen betrug 18.062 USD. 4,9 Prozent der Familien und 7,7 Prozent der Bevölkerung lebten unterhalb der Armutsgrenze. Darunter waren 9,5 Prozent der Kinder und Jugendlichen unter 18 Jahren und 7,1 Prozent der Menschen im Alter ab 65 Jahren.